# Cidades em desenvolvimento
Cidades em desenvolvimento (em hebraico: עיירת פיתוח, Ayarat Pitu'ah) foi a designação dada aos novos assentamentos construídos em Israel durante as décadas de 1950 e de 1960, a fim de fornecer moradia permanente para um grande fluxo de imigrantes judeus de países árabes, sobreviventes do Holocausto da Europa e outros imigrantes (Olim), que chegaram ao recém-estabelecido Estado de Israel.
As cidades foram projetadas para expandir a população das áreas periféricas do país, aliviando a pressão sobre a região central, já lotada. Mas também cumpriam o papel de povoar as regiões mais próximas às linhas de demarcação do armistício, e portanto mais vulneráveis à infiltração dos árabes. A maioria delas foi construída na região da Galileia, no norte de Israel, e do deserto de Neguev, no sul do país. Além das novas cidades, Jerusalém também recebeu o status de cidade em desenvolvimento em 1966.
No contexto do conflito árabe-israelense, os refugiados judeus de países árabes foram inicialmente reassentados em campos de refugiados (conhecidos como campos de imigrantes), nos ma'abarot e nas cidades em desenvolvimento. Estas foram posteriormente consideradas como locais de rebaixamento e marginalização.

## Contexto
No final de 1949, cerca de 90.000 judeus estavam alojados em ma'abarot. Após a criação do Estado, a população de Israel dobrou em 2 anos para 1,2 milhão, à medida que sobreviventes do Holocausto e judeus de países muçulmanos imigraram em massa. No final de 1951, o número tinha aumentado para mais de 220.000 em 125 comunidades distintas. O alojamento consistia em tendas e barracos improvisados de lata ou de madeira. Mais de 80% dos moradores eram refugiados judeus de países árabes e muçulmanos do Oriente Médio e do Norte da África. Os números começaram a diminuir em 1952, e os últimos ma'abarot foram fechados por volta de 1963.Com o tempo, os ma'abarot se transformaram em cidades ou foram absorvidos como bairros das cidades às quais estavam anexadas, e seus moradores passaram a ter moradia permanente. A maioria dos campos de maabara se tornaram cidades em desenvolvimento, com Kiryat Shmona, Sderot, Beit She'an, Yokneam Illit, Or Yehuda e Migdal HaEmeq, todas originadas como ma'abarot.

## Estabelecimento

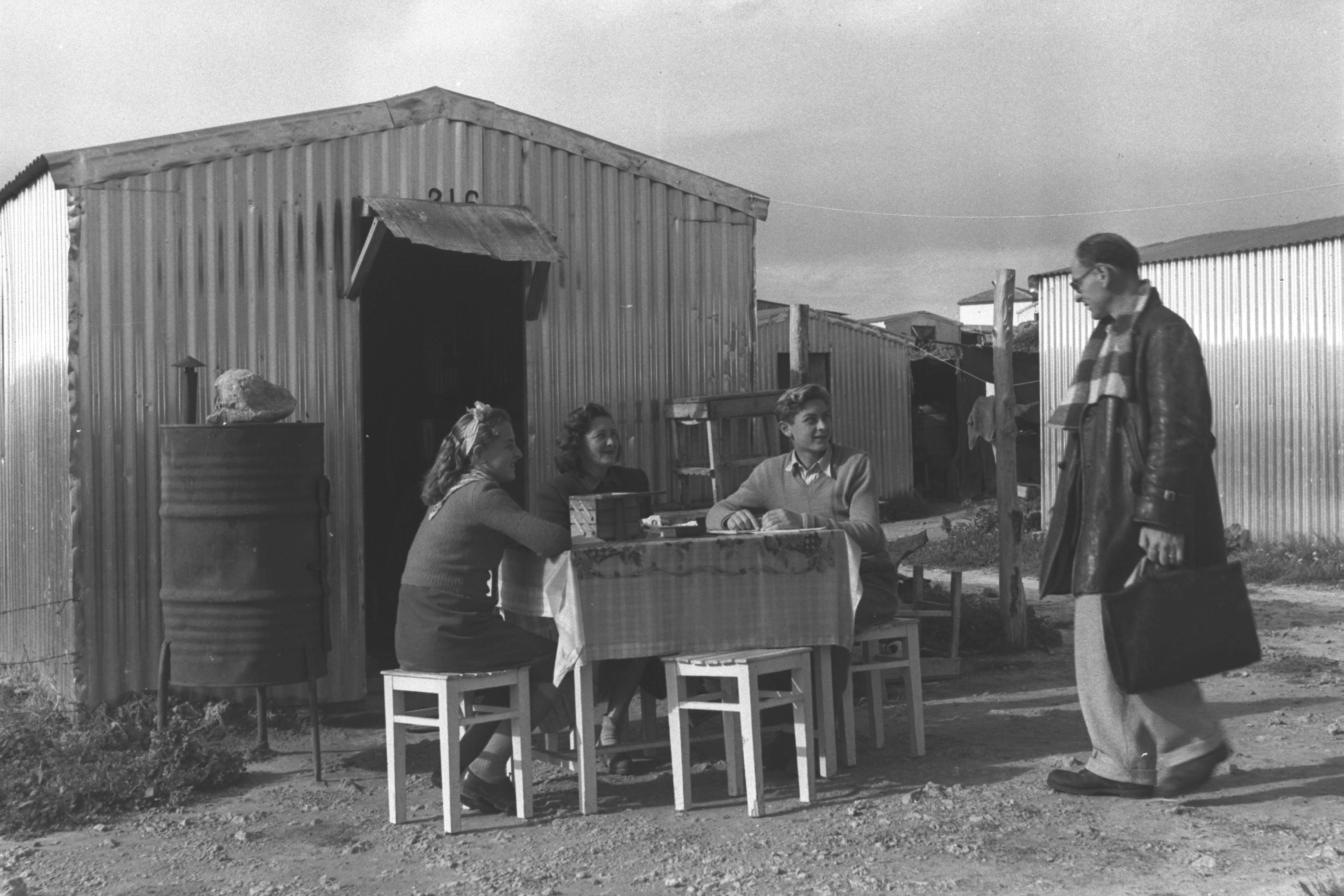
Uma maabara perto de Nahariya, no norte de Israel, em 1952

A primeira cidade em desenvolvimento foi Bete-Semes, fundada em 1950 a cerca de 20 km de Jerusalém. As cidades recém-criadas eram habitadas principalmente por refugiados judeus de países árabes e muçulmanos – Marrocos, Iraque, Irã, Egito, Líbia, Iêmen, Síria e Tunísia. Essas cidades se caracterizavam pelo isolamento, pelo sistema educacional de baixa qualidade e por empregos de menor remuneração. Nas décadas de 1950 e de 1960, 27 (ou 28) cidades em desenvolvimento foram fundadas, em um plano de descentralização demográfica conhecido como 'Plano Sharon', em referência ao chefe do Departamento de Planejamento do Governo, Arieh Sharon. 
Apesar de também terem sido povoadas por sobreviventes do Holocausto da Europa e por imigrantes judeus de outras partes, que vinham para o recém-criado Estado de Israel, havia uma relação significativa entre a etnia e a probabilidade de ser colocado numa cidade em desenvolvimento, de forma que aqueles imigrantes de origem árabe (mizrahim) tinham maior probabilidade de serem assentados nas cidades em desenvolvimento, ao passo que os de origem europeia (asquenazes) tinham maior probabilidade de serem enviados principalmente para outras cidades, com melhor infraestrutura. Nas décadas de 1960 e 1970, de 85 a 90 por cento dos residentes das cidades em desenvolvimento eram mizrahim, o que gerou uma associação entre a identidade mizrahi, a localização periférica e sua privação econômica. Uma elevada proporção da população dessas cidades era também religiosa ou tradicional, com um inquérito de 2003 a mostrar que 39% dos residentes prefeririam que Israel fosse governado mais pela lei haláchica. 
Mudanças significativas ocorreram na estrutura física e demográfica das cidades em desenvolvimento no início da década de 1990, quando foi iniciado um novo fluxo de residentes decorrente da imigração em massa da ex-União Soviética (origem de 130.000 novos imigrantes) e, em menor escala, da Etiópia.

## Legado
Em 1984, o projeto recebeu o Prêmio Israel pela sua contribuição especial à sociedade e ao Estado de Israel.
Apesar de empresas e indústrias serem elegíveis para incentivos fiscais e outros subsídios, com exceção de Arade, a maioria das cidades (particularmente as do sul) tiveram um desempenho ruim no sentido econômico e continuam figurando entre as áreas judaicas mais pobres de Israel. A principal causa para o fracasso dessas cidades pode ter sido a política de alocação forçada nessas cidades e seu impacto na desintegração de estruturas ancestrais, com parentes de uma mesma família sendo separados em diferentes cidades, o que dificultou sua integração e condenou esses imigrantes a uma situação de desigualdade permanente. A estrutura familiar desses imigrantes, com famílias mais numerosas do que as das demais cidades contemporâneas, e com mais crianças de baixa idade, contribuiu para a manutenção de uma renda média menor do que a renda nacional.

## Lista de cidades em desenvolvimento

Mitzpe Ramon, cidade em desenvolvimento no sul de Israel em 1957

| Centro - Beit Shemesh - Or Yehuda - Yavne | Galileia e Vales - Beit She'an - Karmiel - Hatzor HaGlilit - Kiryat Shmona - Migdal HaEmek - Nazareth Illit - Shlomi - Yokneam Illit | Negev - Arade - Dimona - Kiryat Gat - Kiryat Malakhi - Mitzpe Ramon - Netivot - Ofakim - Sderot - Yeruham |

### Livros
- Berler, Alexander (1970). New Towns in Israel (em inglês). [S.l.]: Transaction Publishers. ISBN 9781412829694. Consultado em 25 de outubro de 2024
- Bourn, Douglas (2023). Research in Global Learning: Methodologies for global citizenship and sustainable development education (em inglês). [S.l.]: UCL Press. 280 páginas. ISBN 9781800083080. Consultado em 25 de outubro de 2024
- Medzini, Meron (2017). Golda Meir: A Political Biography (em inglês). [S.l.]: Walter de Gruyter. 741 páginas. ISBN 9783110489798. Consultado em 25 de outubro de 2024
- Deshen, Shlomo A (1970). Immigrant Voters in Israel: Parties and Congregations in a Local Election Campaign (em inglês). [S.l.]: Manchester University Press. 239 páginas. ISBN 9780719004216

### Periódicos
- Achouch, Yuval; Morvan, Yoann (2012). «The Kibbutz and "Development Towns" in Israel: Zionist utopias: Ideals ensnared in a tormented history». Special Justice (em inglês) (5). 25 páginas
- Khazzoom, Aziza (2005). «Did the Israeli State Engineer Segregation? On the Placement of Jewish Immigrants in Development Towns in the 1950s». Social Forces (em inglês). 84 (1): 115–34
- Yiftachel, Oren; Tzfadia, Erez (2003). «Between urban and national: Political mobilization among Mizrahim in Israel's 'development towns'» (PDF). Cities. Cópia arquivada (PDF) em 11 de dezembro de 2015
- Yiftachel, Oren; Tzfadia, Erez (2004). «Between Periphery and 'Third Space': Identity of Mizrahim in Israel's Development Towns». Israelis in Conflict: Hegemonies, Identities and Challenges (em inglês). Cópia arquivada (PDF) em 21 de agosto de 2017
- Meissner, Frank (1977). «Development Towns in Israel». Ekistics (em inglês). 46 (277): 220–23. Consultado em 25 de outubro de 2024. (pede subscrição (ajuda))

### Jornais
- Zvielli, Alexander (2 de janeiro de 2007). «Teddy Kollek and his life-long dedication» (em inglês). The Jerusalem Post. Consultado em 26 de outubro de 2024